# تيري جونز (مغنية)
تيري جونز (بالإنجليزية: Terry Jones)‏ هي مغنية أمريكية، ولدت في 17 مايو 1970.

## وصلات خارجية
- تيري جونز على موقع ميوزك برينز (الإنجليزية)
- تيري جونز على موقع ديسكوغز (الإنجليزية)